# Kirche Oberschönau

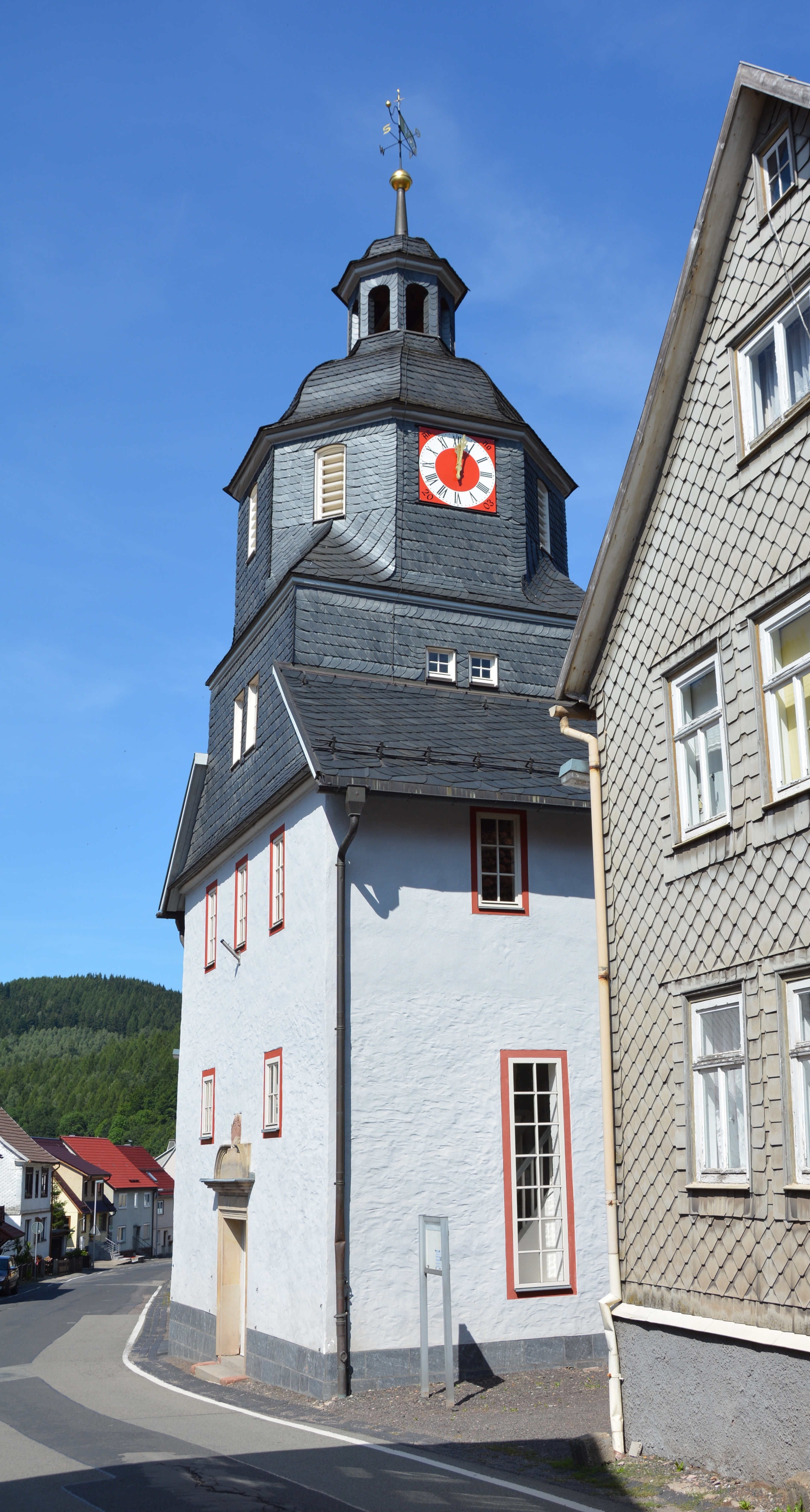
Kirche Oberschönau

Die evangelisch-lutherische, denkmalgeschützte Kirche Oberschönau steht in Oberschönau, einem Ortsteil der Stadt Steinbach-Hallenberg im Landkreis Schmalkalden-Meiningen in Thüringen. Die Kirchgemeinde Oberschönau-Unterschönau gehört zum Kirchenkreises Schmalkalden der Evangelischen Kirche von Kurhessen-Waldeck.

## Beschreibung
Die giebelständig in der Straßenflucht stehende verputzte Fachwerkkirche mit einem schiefergedeckten Dachturm wurde 1701/02 erbaut. 
Das schlichte rechteckige Kirchenschiff mit Emporen wurde nach dem Schema der sogenannten Karlskirchen eingerichtet. Das Taufbecken ist aus der Erbauungszeit. Die Orgel stammt aus dem Jahr 1884. 
Um das Gebäude ganzjährig und multifunktional nutzen zu können, wurde ein mobiles Raumtrennsystem zum vorderen Kirchenraum eingebaut. Die transparente Abdeckung zur Empore ermöglichen die Abtrennung eines temperierbaren Bereiches für die vielseitige Gemeindearbeit.